# 王一飛 (警察)
王一飛（1934年9月9日—2021年10月14日），男，福建莆田人，中華民國警察官員，內政部消防署首任署長、臺灣省政府警政廳唯一的廳長，少數從一線一星基層員警晉升至警政高層之人，有「王一刀」、「王三刀」、「王五分」等綽號。

## 生平
1934年9月9日出生於福建省莆田縣福廈公路要衝的瀨溪，父母以務農為生，生下兒女五人，王一飛排行第三。
1949年因國共內戰，隻身隨軍輾轉來到臺北市，從此與父母分離，時僅13歲的王一飛開始了食宿無依的流浪生涯，曾經做過報童、童工維生，夜宿臺北車站、新公園，經常在半夜被警察驅趕。
1952年受同鄉長輩引介，王一飛前往嘉義縣大林糖廠應聘保警隊警士，然因年齡不足未獲率取，又無錢返回臺北，乃在糖廠擔任臨時工、半工半讀。
1953年5月14日，以同等學力考取臺灣省警察學校警員班第22期，畢業後派任彰化縣警察局保安隊警員（一線一星），歷任彰化縣警察局北斗分局二水派出所警勤區警員、濁水溪橋樑守護隊代隊長（一線二星）。
1956年6月進修考取中央警官學校正科23期，1958年7月官校畢業後，分發至嘉義縣警察局民雄分局擔任實習員（一線三星），在該局歷任民雄分局巡官（一線四星）、布袋分局分局員（二線一星）、交通警察隊隊長、保安隊隊長（二線二星），後歷任臺東縣警察局保安警察隊隊長、臺灣省石門水庫警察隊隊長（二線三星）、臺北縣警察局三峽分局分局長、臺灣省警察學校訓導組組長（二線四星）、宜蘭縣警察局副局長、臺北市政府警察局督察（三線一星）、臺北市政府警察局交通警察大隊大隊長、內政部警政署交通組組長兼臺灣省警務處交通科科長（三線二星）、臺中縣警察局局長、桃園縣警察局局長、內政部警政署督察室主任兼臺灣省警務處督察室主任（三線三星）。
1995年1月調陞內政部消防署籌備處處長，同年3月1日內政部消防署成立，出任首任署長（三線四星）。
1996年6月轉任臺灣省政府警務處處長。1997年1月警務處升格為警政廳，職銜改為臺灣省政府警政廳廳長。1999年7月1日臺灣省精省，提前退休。
2021年10月14日因病去世，骨灰預計移靈至福建莆田老家的墓園。

## 軼聞
- 王一飛來臺之初，經常夜宿臺北車站、新公園遭警察驅趕，難免對警察心生排斥，孰料後來因緣際會踏入警界，還位居高司，其友人常謔以「報應」。[1]
- 王一飛擔任桃園縣警察局局長期間，嚴格要求下屬，當時連高階幹部涉案，都不護短地移送法辦；更大力掃蕩轄區內的賭博電玩、色情業者，無人敢關說，因此新聞界及桃園縣議會便以「王一刀」綽號稱呼。[7]
- 王一飛接任臺灣省政府警務處處長後，在一次省議會省政總質詢中，被桃園縣選出的議員鄭金玲、呂進芳稱呼「王一刀」綽號，引起其他議員熱議，其中議員許登宮以「王三刀」名號期許，希望王一飛可以一刀掃清煙毒、二刀砍掉犯罪、三刀整飭警紀。[1]
- 王一飛從警40多年，因不好應酬、鮮少赴宴，縱然赴宴也不飲酒，只坐幾分鐘就離席（相傳不到五分鐘），故而有「王五分」的綽號。[1]
- 王一飛過去曾極力反對「警、消分家」，後來被指派內政部消防署籌備處處長時，因而有情緒化反應，甚至一度與時任內政部長吳伯雄發生不快；接任籌備處長後，王一飛開始認識消防專業領域，從不知消防的門外漢，轉為熱愛消防、敬佩消防，後來還出任內政部消防署首任署長。[1]